# Leksikon Marina Držića
Leksikon Marina Držića s Bibliografijom u izdanju Leksikografskog zavoda Miroslav Krleža iz 2009. godine, prvi je leksikon posvećen jednomu hrvatskom dopreporodnom književniku. Leksikon obrađuje Držićev književni opus, opisana su njegova tiskana i rukopisna djela, a svaka natuknica sadrži bibliografski opis, kratak sadržaj, žanrovski, versifikacijski, stilski i komparativni opis.

## O leksikonu
Leksikon Marina Držića s Bibliografijom se sastoji od dva sveska. 
- Prvi svezak (Leksikon Marina Držića), leksikografski obrađuje lik i djelo Marina Držića, njegovo doba i suvremenike. Leksikonom je obuhvaćen i kazališni aspekt Držićevih djela, prostori u kojima su izvođene njegove drame, kazališne družine, kostimografija, renesansni traktati o scenografiji. Leksikon problematizira nejasna mjesta iz Držićeva životopisa, donosi spoznaje Držićevih historiografa 18. i 19. stoljeća, kao i moderne držićologije, o materijalnoj kulturi njegove svakodnevice, osobama s kojima je bio u kontaktu te političkom kontekstu njegova rada i djelovanja.

- Drugi svezak (Bibliografija Marina Držića), čiji je izdavač Nacionalna i sveučilišna knjižnica u Zagrebu, a suizdavač Leksikografski zavod Miroslav Krleža, obrađuje Držićevu bibliografiju te literaturu o njemu. Bibliografija je nastala dopunjavanjem prethodno objavljenih bibliografskih popisa i referentnih izvora dostupnima u Nacionalnoj i sveučilišnoj knjižnici u Zagrebu te priloga iz tematskih brojeva časopisa objavljenih povodom 450. obljetnice Držićeva rođenja (1958.), 400. obljetnice smrti (1967.) i 500. obljetnice rođenja (2008.). 
Bibliografijom djela o Marinu Držiću obuhvaćena su dostupna izvorna izdanja Držićeva opusa, ponovljena i prijevodna izdanja, sabrana i izabrana djela, redovita, izvanredna, jubilarna, kritička izdanja, antologijski izbori, čitanke, prijepisi, fragmenti, ulomci, libreta i notni rukopisi napisani prema tekstualnom predlošku Novele od Stanca. 
Literaturom o Marinu Držiću objedinjeni su tekstovi književnopovijesne, književnoteorijske, književnokomparativne, filološke, stilističke naravi, dramaturški i teatrološki eseji, zbornici radova sa znanstvenih skupova, savjetovanja, simpozija, konferencija, izvorni znanstveni radovi, doktorske disertacije, uvodne i sustavne studije, sintetski prikazi, kritički osvrti, rasprave, recenzije, komentari, razgovori,  pjesme napisane za Držićeva života i njemu u spomen.

Leksikon Marina Držića s Bibliografijom objavio je Leksikografski zavod Miroslav Krleža u suradnji s Nacionalnom i sveučilišnom knjižnicom u Zagrebu.
Prvi svezak (Leksikon Marina Držića) 2015. je objavljen i u web izdanju, u suradnji Leksikografskog zavoda Miroslav Krleža i Doma Marina Držića.

## O izdanju
- Godina izdanja: 2009.

- Urednici: Milovan Tatarin, Slobodan Prosperov Novak, Mirjana Mataija, Leo Rafolt

- Broj članaka: I. svezak 963 natuknice

- Broj stranica: I. svezak 940 str / II. svezak 389 str

## Vanjske poveznice
- Leksikografski zavod Miroslav Krleža  Arhivirana inačica izvorne stranice od 29. svibnja 2010. (Wayback Machine)
- Leksikon Marina Držića